# 佩斯科科斯坦佐
佩斯科科斯坦佐（義大利語：Pescocostanzo），是意大利阿奎拉省的一个市镇。总面积52.16平方公里，人口1186人，人口密度22.7人/平方公里（2009年）。ISTAT代码为066070。